# Torula fusca
Torula fusca är en svampart som först beskrevs av Hermann Friedrich Bonorden, och fick sitt nu gällande namn av Pier Andrea Saccardo 1886. Torula fusca ingår i släktet Torula, divisionen sporsäcksvampar och riket svampar.   Inga underarter finns listade i Catalogue of Life.